# فنی هسه
فَنی هسه (با نام تولد آنجلینا فنی آیلشمیوس، ۲۲ ژوئن ۱۸۵۰ – ۱ دسامبر ۱۹۳۴) به دلیل فعالیت‌هایش در میکروبیولوژی در کنار همسرش، والتر هسه، شناخته می‌شود. با پیشنهاد اولیه او برای استفاده از آگار به‌عنوان جایگزین ژلاتین، آن‌ها نقش مهمی در پیشگامی استفاده از آگار به‌عنوان عامل ژل‌کننده معمول برای تولید محیط‌هایی داشتند که می‌توانند میکروارگانیسم‌ها را در دماهای بالا پرورش دهند.

## زندگی‌نامه
هسه در سال ۱۸۵۰ در نیویورکمتولد شد، پدرش گوتفرید آیلشمیوس یک تاجر وارداتی ثروتمند و مادرش سسیل الیز (با نام خانوادگی رابرت) بود. خانواده او اصالت هلندی داشتند و ریشه آن‌ها در نزدیکی امدن، فریزلند بود.
هسه بزرگ‌ترین فرزند در میان ده فرزند بود که پنج نفر از آن‌ها در دوران کودکی درگذشتند. آن‌ها در مانور لورل هیل در نورث آرلینگتون، نیوجرسی رشد کردند. او و خواهرانش از سنین پایین تحت آموزش مادرشان مهارت‌های آشپزی و خانه‌داری را فرا گرفتند. در سن ۱۵ سالگی، او به یک مدرسه عالی در سوئیس رفت و به تحصیل زبان فرانسوی و اقتصاد خانه پرداخت.
هسه نخستین بار از طریق برادر شوهرش، ریچارد، با همسر و شریک تحقیقاتی خود، والتر هسه، در نیویورک آشنا شد. او سپس در سال ۱۸۷۲ در طی سفری به آلمان همراه با خواهرش اوژنی، بار دیگر والتر را ملاقات کرد. این زوج در سال ۱۸۷۳ نامزد شدند و در سال ۱۸۷۴ طی مراسمی در ژنو ازدواج کردند.
مدتی پس از ازدواج، آن‌ها در رشته‌کوه‌های ارتسگبیرگه سکونت کردند؛ چرا که والتر هسه به عنوان پزشک در معادن اورانیوم نزدیک مشغول به کار بود. بعدها، خانواده هسه به استرلن، حومه درسدن، نقل مکان کردند؛ جایی که والتر خانه‌ای خرید تا در دوران فعالیت خود در دانشگاه فنی درسدن بتواند از خانه کار کند.
در خانواده، هسه با نام لینا شناخته می‌شد. او و شوهرش سه پسر داشتند. هسه و برادرش لوئیس آیلشمیوس از کودکی علاقه و استعداد مشترکی در نقاشی و تصویرسازی داشتند و لوئیس بعدها به‌واسطه آثار خود شهرتی کسب کرد.
هسه ۲۳ سال بیشتر از همسرش عمر کرد و نقاشی‌های او و نوشته‌های والتر به عنوان بخشی از مجموعه شخصی او به نوه‌هایشان منتقل شده است. پس از درگذشت والتر، هسه به شهر نقل مکان کرد تا به خانواده و فرزندانش نزدیک‌تر باشد و بقیه عمر خود را با آن‌ها سپری کند.
در طول جنگ جهانی اول، خانه خانواده هسه در نیوجرسی به فروش رسید و سهم او از ارث به عنوان دارایی دشمن نگهداری شد. چندین سال بعد، او شروع به دریافت مقادیر کمی پول و سایر اقلام متعلق به ارث خود کرد، به علاوه حقوق بازنشستگی که به عنوان بیوه یک کارمند دولتی دریافت می‌کرد.
با این حال، خانه او در درسدن طی حملات هوایی متفقین تخریب شد و بسیاری از یادگارهای خانواده هسه از دست رفتند؛ به‌جز آنچه که هسه توانسته بود از اعضای خانواده جمع‌آوری کند.

## مشارکت‌های پژوهشی

### کمک‌های آزمایشگاهی
علاوه بر وظایف خانه‌داری، هسه به صورت بدون دستمزد در کمک به همسرش فعالیت می‌کرد. او محیط‌های کشت باکتریایی را آماده می‌کرد، تجهیزات را تمیز می‌کرد و تصاویر علمی برای انتشارات تولید می‌کرد.
هسه به مرور زمان با کار همسرش آشنا شد. او همچنین به‌عنوان یک تصویرگر علمی نقش ایفا کرد و تصاویر آبرنگ دقیقی از کلنی‌های قارچ‌ها و باکتری‌ها روی محیط‌های جامد ترسیم می‌کرد. این تصاویر در اثر منتشر شده همسرش در سال ۱۸۸۴ درج شدند.
هسه برای استفاده همسرش در کشت میکروارگانیسم‌ها، لوله‌های آزمایش را با ژلاتین پوشش می‌داد، اما بعدها متوجه شدند که ژلاتین در روزهای گرم به‌راحتی ذوب می‌شود و برخی از باکتری‌ها را از بین می‌برد. علاوه بر این وظایف فنی، او از توانایی هنری خود برای ترسیم تصاویر کلنی‌های باکتریایی در مراحل مختلف رشد باکتری که زیر میکروسکوپ مشاهده می‌شدند، استفاده می‌کرد تا در نشریات علمی همسرش درج شوند.
در زمان پیشنهادش برای استفاده از آگار به‌عنوان محیط کشت، هسه همچنین به همسرش در کشت باکتری‌های هوابرد کمک می‌کرد.